# 悪徳 (1958年の映画)
「悪徳」 （あくとく）は、日映により1958年（昭和33年）に製作され、大映の配給で同年2月19日に公開された日本映画。モノクロ/スコープ/102分。船山馨の原作を「現代人」の猪俣勝人が脚色、佐分利信が監督・主演し、撮影を東宝、独立プロの作品を手掛ける木塚誠一が担当した社会劇。出演は新派の水谷良重、「七人の侍」の木村功、「金環蝕」の大塚道子、福田妙子、三津田健など。なお、本作は日映で製作された２本の映画の内の1作品であり、スタジオは独立プロ系の調布映画撮影所。

## スタッフ
- 製作：曽我正史
- 企画：市川久夫
- 原作：船山馨
- 監督：佐分利信
- 脚色：猪俣勝人
- 撮影：木塚誠一
- 美術：伊藤寿一
- 音楽：佐藤勝
- 録音：岡崎三千雄
- 照明：吉沢欣三

## 出演
- 加治壮輔：佐分利信
- 岩瀬七郎：木村功
- 加治阿津子：大塚道子
- 尾坂京子：水谷良重
- 深見耕平：清水一郎
- 榊原元吉：瑳峨善兵
- 尾坂庸三郎：織田政雄
- 綾小路忠光：御橋公
- 須藤英一：垂水悟郎
- 白坂社長：三津田健
- 森昌江：南条秋子
- 加治まさみ：中里悦子
- 女将：福田妙子
- 柴田：十朱久雄
- 海野：木下良一
- 熊本：直木一朗